# Brumptomyia virgensi
Brumptomyia virgensi är en tvåvingeart som beskrevs av Mangabeira Fo O., Sherlock I. A. 1961. Brumptomyia virgensi ingår i släktet Brumptomyia och familjen fjärilsmyggor. Inga underarter finns listade i Catalogue of Life.